# Trick (film, 2002)
Pour les articles homonymes, voir Trick.
Pour plus de détails, voir Fiche technique et Distribution.
Trick est un film japonais réalisé par Yukihiko Tsutsumi, sorti en 2002.

## Synopsis
Les habitants d'un petit village isolé sont persuadés qu'un cataclysme est sur le point de s'abattre sur eux. Dans une tentative désespérée de calmer les esprits, Naoko Yamada, une jeune magicienne, est chargée de se faire passer pour la divinité censée les libérer de ce terrible maléfice. Mais à peine arrive-t-elle sur les lieux que les habitants la capturent et la forcent à combattre trois autres dieux auto-proclamés afin de déterminer qui est le véritable sauveur. Naoko retrouve bientôt son ami Ueda, professeur de physique de génie. Tous deux découvrent alors que le village cache un trésor inestimable. Malgré leurs chamailleries, ils décident d'unir leurs forces pour mettre la main dessus et déguerpir au plus vite de ce lieu de fous...

## Fiche technique
- Titre : Trick
- Réalisation : Yukihiko Tsutsumi
- Scénario : Kôji Makita
- Production : Junichi Kimura et Kenji Kazano
- Musique : Hiroshi Tsuji
- Photographie : Shigetomo Madarame
- Montage : Nobuyuki Ito
- Pays d'origine : Japon
- Format : Couleurs - 1,85:1 - Dolby Digital - 35 mm
- Genre : Comédie
- Durée : 119 minutes
- Date de sortie : 9 novembre 2002 (Japon)

## Distribution
- Yukie Nakama : Naoko Yamada
- Hiroshi Abe : Jiro Ueda
- Katsuhisa Namase : Détective Kenzô Yabe
- Yōko Nogiwa : Satomi Yamada, la mère de Naoko
- Kazuki Maehara : Tatsuya Ishihara
- Yoko Oshima : Haru Ikeda
- Naoto Takenaka : Dieu 001
- Bengal : Dieu 002
- Renji Ishibashi : Dieu 003
- Masato Ibu : Le chef du village
- Shinji Yamashita : Capitaine de la Fédération
- Miyoko Yoshimoto : Vice capitaine de la Fédération

## Voir également
- 2000 : Trick, drama en 10 épisodes, diffusés sur TV Asahi (Japon) du 1er juillet au 8 septembre 2000.
- 2002 : Trick 2, drama en 11 épisodes, diffusés sur TV Asahi (Japon) du 11 janvier au 22 mars 2002.
- 2003 : Trick 3, drama en 11 épisodes, diffusés sur TV Asahi (Japon) à partir du 16 octobre 2003.